# ジャブライル・ヤマダエフ
ジャブライル・ヤマダエフ（ロシア語: Джабраил Ямадаев, ラテン文字転写: Dzhabrail Yamadayev、1970年6月16日 - 2003年3月5日）は、ロシア連邦チェチェン共和国の軍人、チェチェン共和国軍事警備司令部特殊中隊（後のヴォストーク大隊）長（2002年～2003年）、中尉。ロシア連邦英雄。
チェチェン最大の部族の1つであるベノイ部族に属し、グデルメス市を支配するヤマダエフ氏族出身。6人兄弟の次男。

## 経歴
1986年、グデルメス市の第4中学校を卒業。1988年、ソビエト軍に召集され、アルタイ地方のロケット部隊で勤務。1990年、除隊。
1996年、ビジネス管理・法律大学法学部に入学。1998年、グデルメスで兄弟と共にワッハーブ派との戦闘に参加。1999年の第2次チェチェン戦争時、ロシア軍の将軍と交渉し、グデルメスを無血開城した。
2002年3月、ヤマダエフ氏族の支持者からチェチェン共和国軍事警備司令部特殊中隊（後のヴォストーク大隊）が編成された。同年3月14日、ヤマダエフは、ロシア連邦軍に入隊し、同中隊の中隊長に任命された。
中隊長在任時、18の山地特殊作戦、23の平地特殊作戦、114の偵察・捜索任務を遂行し、3人の野戦指揮官を含む137人の独立派を撃滅した。
2003年3月4日～5日にかけての夜、ヴェジェノ村において、独立派の仕掛けた無線式爆弾により殺害。

## パーソナル
死後の2003年3月22日、ロシア連邦英雄の称号が授与された。グデルメス市の通りには、彼の名前が付けられた。

### ヤマダエフ6兄弟
- 長男：ルスラン・ヤマダエフ - 下院議員、軍人。ロシア連邦英雄。2008年9月暗殺
- 次男：ジャブライル・ヤマダエフ - 軍人。ロシア連邦英雄。2003年3月戦死
- 三男：スリム・ヤマダエフ - 軍人。ロシア連邦英雄。2009年3月暗殺
- 四男：アスラン・ヤマダエフ
- 五男：イサ・ヤマダエフ - 政治家、実業家、軍人。
- 六男：バドルジ・ヤマダエフ